# Персенк Ултра
„Персенк Ултра“ е едноетапен планински ултрамаратон с дължина до 160 km и обща денивелация от 7100 m.

## Описание
Провежда се веднъж годишно в Асеновград и следва маршрут, преминаващ изцяло по планински пътеки и пътища на Родопите. Характерно е с изключителната си красота в ниските и гористи Родопи, както и с високата си техническа трудност. Стартът и финалът са в Асеновград с главен междинен пункт село Орехово. Състезанието се провежда в края на месец август, като през 2017 г. се провежда от 18 до 20 август. Състезанието е категоризирано от ITRA и дава 6 точки на състезателите, които успешно го завършват. В рамките на трите дни се провеждат общо три състезания от различна дължина, но на едно и също трасе. През 2016 г. участват около 300 състезатели от няколко държави.

## Състезания
В трите дни на „Персенк Ултра“ се провеждат общо три старта с различна дължина и трудност.
- „Персенк Ултра“ е най-голямото състезание от трите с дължина от 160 km и обща денивелация от 7100 m. Стартира в центъра на Асеновград и преминава през резервата „Червената стена“. Оттам стига до село Орехово и прави обиколка около връх Персенк минавайки през местността Чудните мостове и хижа Персенк, но връщайки се обратно в село Орехово. От там следва изкачване до курортен комплекс Бяла Черква и финишира в Асеновград. Има общо 13 подкрепителни пункта.
- „Диво Прасе Ултра“ е с дължина 110 km и обща денивелация от почти 5000 m. Стартира от Асеновград и преминава през село Орехово, след което отново се връща в Асеновград.
- „Орехово Ултра“ е с дължина 50 km и обща денивелация от 2100 m. Стартира в село Орехово и прави обиколка на връх Персенк, преминавайки през Цирикова църква и местност Чудните мостове. Финалът е обратно в село Орехово.

| Име              | Дължина | Денивелация | ITRA | Контролно време | Старт/Финал | GPS Следа                                                              |
| ---------------- | ------- | ----------- | ---- | --------------- | ----------- | ---------------------------------------------------------------------- |
| Персенк Ултра    | 160 km  | 7100 m      | 6    | 44 часа         | Асеновград  | Персенк Ултра 2016 Архив на оригинала от 2016-05-09 в Wayback Machine. |
| Диво Прасе Ултра | 110 km  | 5000 m      | 5    | 30 часа         | Асеновград  | Диво Прасе Ултра Архив на оригинала от 2016-05-09 в Wayback Machine.   |
| Орехово Ултра    | 50 km   | 2100 m      | 3    | 10 часа         | Орехово     | Орехово Ултра 2016 Архив на оригинала от 2016-05-10 в Wayback Machine. |

## Резултати
Тъй като трасето се е променяло всяка година след първото издание, все още няма възможност да се коментира само един рекорд. Трасетата през 2016 и 2017 г. са едни и същи.
| Година | Дължина | Денивелация | Победител         | Пол  | Време |
| ------ | ------- | ----------- | ----------------- | ---- | ----- |
| 2013   | 130 km  | 5000 m      | Даниел Строеско   | Мъже | 16:52 |
| 2013   | 130 km  | 5000 m      | Мария Николова    | Жени | 21:40 |
| 2014   |         |             | Божидар Антонов   | Мъже | 19:39 |
| 2014   |         |             | Мария Николова    | Жени | 22:26 |
| 2015   |         |             | Андрей Гридин     | Мъже | 16:21 |
| 2015   |         |             | Надежда Ангелова  | Жени | 25:16 |
| 2016   | 160 km  | 7100 m      | Чарли Шарпи       | Мъже | 22:01 |
| 2016   | 160 km  | 7100 m      | Антония Григорова | Жени | 31:11 |